# Europa Cup (mannenhandbal) 1985/86
De European Champions Cup 1985/86 was de zesentwintigste editie van de hoogste handbalcompetitie voor clubs in Europa.

## Deelnemers
| Eerste ronde | Eerste ronde |
| --- | --- |
| - Initia HC Hasselt: Kampioen van België - Sportist Kremikovtzi: Kampioen van Bulgarije - Helsingør IF: Kampioen van Denemarken - SC Magdeburg: Kampioen van DDR - VfL Gummersbach: Kampioen van Duitsland - Vestmanna IF: Kampioen van Faeröer - BK-46 Karis: Kampioen van Finland - USM Gagny: Kampioen van Frankrijk - Ionikós de Néa Filadélfia: Kampioen van Griekenland - Banyasz Tatabánya: Kampioen van Hongarije - Hapoël Rehovot LeZion: Kampioen van Israël | - Cividin Triëst: Kampioen van Italië - RK Borac Banja Luka: Runner up van Joegoslavië - HB Dudelange: Kampioen van Luxemburg - Aalsmeer: Kampioen van Nederland - IF Urædd Porsgrunn: Kampioen van Noorwegen - ATSE Waagner Biro Graz: Kampioen van Oostenrijk - Wybrzeże Gdańsk: Kampioen van Polen - Yenişehir Hortaş: Kampioen van Turkije - Liverpool: Kampioen van het Verenigd Koninkrijk - Redbergslids IK: Kampioen van Zweden - BSV Bern: Kampioen van Zwitserland |
| Tweede ronde | |
| - FH Hafnarfjörður: Kampioen van IJsland - Metaloplastika Šabac: Kampioen van Joegoslavië - Steaua București: Kampioen van Roemenië | - Atlético de Madrid: kampioen van Spanje - Dukla Praag: Kampioen van Tsjecho-Slowakije |

## Voorronde

### Eerste ronde
| Team 1                    | Score   | Team 2                 | 1       | 2       |
| ------------------------- | ------- | ---------------------- | ------- | ------- |
| Hapoël Rehovot LeZion     | 46 - 47 | RK Borac Banja Luka    | 23 - 22 | 23 - 25 |
| Liverpool                 | 26 - 78 | SC Magdeburg           | 15 - 39 | 11 - 39 |
| IF Urædd Porsgrunn        | 49 - 40 | Vestmanna IF           | 19 - 18 | 30 - 22 |
| VfL Gummersbach           | 48 - 23 | HB Dudelange           | 23 - 13 | 25 - 10 |
| Redbergslids IK           | 63 - 51 | BK-46 Karis            | 31 - 21 | 32 - 30 |
| Ionikós de Néa Filadélfia | 31 - 77 | Banyasz Tatabánya      | 20 - 41 | 11 - 36 |
| USM Gagny                 | 43 - 44 | ATSE Waagner Biro Graz | 22 - 22 | 21 - 22 |
| Yenişehir Hortaş          | 39 - 53 | Sportist Kremikovtzi   | 23 - 23 | 16 - 30 |
| Initia HC Hasselt         | 27 - 42 | Helsingør IF           | 15 - 21 | 12 - 21 |
| Cividin Triëst            | 23 - 25 | BSV Bern               | 19 - 14 | 14 - 21 |
| Wybrzeże Gdańsk           | 60 - 48 | Aalsmeer               | 27 - 25 | 33 - 23 |

### Tweede ronde
| Team 1               | Score   | Team 2                 | 1       | 2       |
| -------------------- | ------- | ---------------------- | ------- | ------- |
| Metaloplastika Šabac | 48 - 44 | RK Borac Banja Luka    | 26 - 18 | 22 - 26 |
| IF Urædd Porsgrunn   | 55 - 59 | SC Magdeburg           | 27 - 25 | 28 - 34 |
| Steaua București     | 39 - 39 | VfL Gummersbach        | 20 - 16 | 19 - 23 |
| FH Hafnarfjörður     | 36 - 56 | Redbergslids IK        | 17 - 29 | 19 - 27 |
| Banyasz Tatabánya    | 47 - 53 | Dukla Praag            | 24 - 24 | 23 - 29 |
| Atlético de Madrid   | 43 - 24 | ATSE Waagner Biro Graz | 21 - 14 | 22 - 10 |
| Sportist Kremikovtzi | 38 - 46 | Helsingør IF           | 24 - 20 | 14 - 26 |
| Wybrzeże Gdańsk      | 47 - 46 | BSV Bern               | 26 - 20 | 21 - 26 |

## Hoofdronde

### Kwartfinale
| Team 1          | Score   | Team 2               | 1       | 2       |
| --------------- | ------- | -------------------- | ------- | ------- |
| SC Magdeburg    | 49 - 63 | Metaloplastika Šabac | 23 - 25 | 26 - 38 |
| Redbergslids IK | 26 - 35 | Steaua București     | 22 - 23 | 24 - 32 |
| Dukla Praag     | 31 - 31 | Atlético de Madrid   | 18 - 15 | 13 - 16 |
| Wybrzeże Gdańsk | 53 - 41 | Helsingør IF         | 28 - 20 | 25 - 21 |

### Halve finale
| Team 1             | Score   | Team 2               | 1       | 2       |
| ------------------ | ------- | -------------------- | ------- | ------- |
| Steaua București   | 41 - 45 | Metaloplastika Šabac | 24 - 22 | 17 - 23 |
| Atlético de Madrid | 42 - 46 | Wybrzeże Gdańsk      | 21 - 21 | 21 - 25 |

### Finale
| Datum           | Team 1               | Score   | Team 2               | Locatie              |
| --------------- | -------------------- | ------- | -------------------- | -------------------- |
| ?               | Wybrzeże Gdańsk      | 29 - 24 | Metaloplastika Šabac | Gdańsk, Polen        |
| 10 mei 1986     | Metaloplastika Šabac | 23 - 30 | Wybrzeże Gdańsk      | Šabac, Joegoslavië   |
| Totaal          |                      |         |                      |                      |
| Wybrzeże Gdańsk | Wybrzeże Gdańsk      | 52 - 54 | Metaloplastika Šabac | Metaloplastika Šabac |

|                      |
|                      |
| Metaloplastika Šabac |
| 2ste titel           |